# بیوتنکن
بیوتنکن (به هلندی: Beutenaken) یک منطقهٔ مسکونی در هلند است که در خولپن-ویتم واقع شده‌است. بیوتنکن ۹۰ نفر جمعیت دارد.